# استان توزر
استان توزر (به عربی: ولایة توزر) یکی از ۲۴ استان‌های تونس است.

## خصوصیات
استان توزر ۴٬۷۱۹ کیلومترمربع مساحت و طبق سرشماری ۲۰۱۴ میلادی این استان ۱۰۷٬۹۱۲ تن جمعیت دارد.